# NGC 331
NGC 331 je galaksija u zviježđu Kit.

## Vanjske poveznice
- SEDS: NGC 331